# Chuck Liddell
Charles David "Chuck" Liddell (nascut el 17 de desembre de 1969) és un lluitador retirat d'arts marcials mixtes i fou campió dels pesos pesat de la Ultimate Fighting Championship (UFC). Liddell és expert en kempo, karate koei-kan i kickboxing. És un dels millor lluitadors que ha passat per la UFC i té el rècord de victòries per knockout. Liddell és àmpliament reconegut per portar les arts marcials mixtes en el corrent principal dels esports i l'entreteniment d'Amèrica. El 10 de juliol de 2009, va ser inclòs en el saló de la fama de la UFC.
El seu estil és una fusió de boxa i kickboxing, però també té cinturó negre de karate koei kan, sostena el 5è dan en kempo i practica el jujutsu brasiler.